# Consonne alvéolo-palatale
Cette page contient des caractères spéciaux ou non latins. S’ils s’affichent mal (▯, ?, etc.), consultez la page d’aide Unicode.

fricative alvéolo-palatale

Une consonne alvéolo-palatale, ou plus brièvement une alvéolo-palatale, désigne, en phonétique articulatoire, une consonne dont le lieu d'articulation se situe entre les alvéoles et le palais « dur » (consonne post-alvéolaire), avec la langue plus proche du palais que pour une consonne palato-alvéolaire, entraînant un degré supérieur de palatalisation.
Les alvéolo-palatales se rencontrent notamment en chinois mandarin et en polonais. Le français n'en comporte pas.

## Alvéolo-palatales de l'API
L'alphabet phonétique international recense les alvéolo-palatales sibilantes suivantes :
| API | Description                                | Exemple  | Exemple     | Exemple   | Exemple       |
| --- | ------------------------------------------ | -------- | ----------- | --------- | ------------- |
| API | Description                                | Langue   | Orthographe | API       | Signification |
| t͡ɕ  | Affriquée alvéolo-palatale sourde          | Mandarin | 京          | [t͡ɕi55ŋ]  | capitale      |
| d͡ʑ  | Affriquée alvéolo-palatale voisée          | Polonais | dźwięk      | [d͡ʑviɛj̃k] | son           |
| ɕ   | Fricative alvéolo-palatale sourde          | Mandarin | 星          | [ɕi55ŋ]   | étoile        |
| ʑ   | Fricative alvéolo-palatale voisée          | Polonais | źle         | [ʑlɛ]     | mal           |
| ɕʼ  | Fricative éjective alvéolo-palatale sourde |          |             |           |               |

## Autres alvéolo-palatales
Les symboles pour les alvéolo-palatales occlusives [ȶ], [ȡ], nasales [ȵ], et latérales [ȴ] sont utilisées par certains auteurs, en particulier en sinologie, mais ne font par partie de l’alphabet phonétique international dans lequel les symboles de consonnes palatales sont généralement utilisées
| API   | Description                       | Exemple  | Exemple     | Exemple   | Exemple       |
| ----- | --------------------------------- | -------- | ----------- | --------- | ------------- |
| API   | Description                       | Langue   | Orthographe | API       | Signification |
| t̠ʲ, c̟ | Occlusive alvéolo-palatale voisée |          |             |           |               |
| d̠ʲ, ɟ̟ | Occlusive alvéolo-palatale sourde |          |             |           |               |
| n̠ʲ, ɲ̟ | Nasale alvéolo-palatale voisée    | Polonais | Słońce      | [swoɲ̟t͡se] | Soleil        |
| l̠ʲ, ʎ̟ | Latérale alvéolo-palatale voisée  | Catalan  | ull         | [ˈul̠ʲ]    | œil           |